# Moldoveni (gmina)
Moldoveni – gmina w Rumunii, w okręgu Neamț. Obejmuje miejscowości Hociungi i Moldoveni. W 2011 roku liczyła 2207 mieszkańców.